# I Got 5 on It
I Got 5 on It – pierwszy singiel amerykańskiego duetu hip-hopowego Luniz promujący ich album, Operation Stackola. Gościnnie występuje piosenkarz R&B Michael Marshall. Singiel stał się najpopularniejszym utworem duetu. Do "I Got 5 on It" powstał teledysk.
Utwór został zatwierdzony jako platyna przez stowarzyszenie RIAA, sprzedając się w ilości 1 miliona egzemplarzy. Z tego utworu sample wykorzystano w podkładzie muzycznym utworu "Satisfy you" duetu P.Diddy (Puff Daddy) & R.Kelly w 1999 roku, a także w "Worth It" - Fifth Harmony z 2015 roku.

## Lista utworów
12" single
A-side:
1. "I Got 5 on It" (clean version) — 4:13
2. "I Got 5 on It" (instrumental) — 4:14

B-side:
1. "So Much Drama" (LP version) (street) featuring Nik Nack — 5:14
2. "So Much Drama" (instrumental) — 5:14

CD single (U.S. version)
1. "I Got 5 on It" (clean short mix) — 3:59
2. "I Got 5 on It" (clean bay ballas vocal remix) featuring Dru Down, E-40, Humpty Hump (Shock G), Richie Rich, Shock G, Spice 1 — 4:12
3. "I Got 5 on It" (gumbo funk remix) remixed by N.O. Joe (4:50)
4. "I Got 5 on It" (clean weedless mix) — 4:12

Cassette single
A-side:
1. "I Got 5 on It" (clean short mix)
2. "I Got 5 on It" (clean bay ballas vocal remix) featuring Dru Down, E-40, Humpty Hump, Richie Rich, Shock G, Spice 1
3. "I Got 5 on It" (drop zone rub 1)
4. "I Got 5 on It" (drop zone rub 2)

B-side:
1. "I Got 5 on It" (clean short mix)
2. "I Got 5 on It" (clean bay ballas vocal remix) featuring Dru Down, E-40, Humpty Hump, Richie Rich (2), Shock G, Spice 1
3. "I Got 5 on It" (drop zone rub 1)
4. "I Got 5 on It" (drop zone rub 2)